# 유교구신론
유교구신론(儒敎求新論)은 1909년경 서북학회 월보 1권 10호에 겸곡생(謙谷生)이란 명의로 수록된 박은식의 유교개혁론이다. 그 내용은 전통적인 유학의 통폐로 (1) 유교파의 정신이 오직 제왕(帝王)편에만 있고, 인민사회에 보급시킬 정신이 부족했다는 것, (2) 쇄국주의적이고 독선적이라는 것, (3) 간이직절(簡易直截)한 유학을 하지 않고, 공리공론만 일삼는다는 등 3가지를 들고, 해결방안으로는 (1) 공자의 대동(大同)사상과 맹자의 중민(重民)사상을 살려 민지(民智)·민권(民權)을 신장시킬 것, (2) 보다 적극적이고, 진취적인 교화방법을 이행할 것, (3) 양명학을 연구하여 치량지(致良知), 지행합일(知行合一)의 기절(氣節)과 공효를 취하라는 3가지 주장을 하였다.

## 같이 보기
- 서북학회